# JAPAN (長渕剛のアルバム)
『JAPAN』（ジャパン）は、日本のミュージシャンである長渕剛の13枚目のオリジナルアルバム、およびアルバムの一曲目に収録されている楽曲である。
1991年12月14日に東芝EMIのエキスプレスレーベルからリリースされた。前作『JEEP』（1990年）よりおよそ1年3ヶ月ぶりにリリースされた作品であり、全作詞・作曲は長渕、プロデュースは長渕と瀬尾一三および石塚良一による共同プロデュースとなっている。
レコーディングは初めて本格的に日本国外（ロサンゼルス）で、ロイ・ビッタンやケニー・アロノフなど現地のスタジオミュージシャンを交えて収録された。音楽性としては、世界情勢における日本の現状を憂いた曲や認知症になった母親について歌った曲などが収録されている。
長渕自身が出演したフジテレビ系テレビドラマ『しゃぼん玉』（1991年）の主題歌であり、111万枚を売り上げミリオンセラーとなった「しゃぼん玉」を収録している。
オリコンチャートでは最高位1位を獲得し、売り上げは約97万枚と長渕の全アルバムの中でトップセールスとなった。

## 背景
前作『JEEP』（1990年）リリース後、長渕は9月22日の山梨県民文化ホールより翌1991年1月18日の横浜アリーナに至るまで、全国32都市全42公演におよぶライブツアー「LIVE'90 - '91 JEEP」を開催した。
1990年12月31日にはNHK総合音楽番組『第41回NHK紅白歌合戦』（1990年）に出演し、ベルリンからの生中継で「親知らず」、「いつかの少年」、「乾杯」の3曲を演奏した。演奏時間は15分以上におよび、個人の演奏時間としては紅白歌合戦史上最長となった。また、演奏前の司会者とのやり取りの中で、「こちらに来ましたら現場仕切ってるのみんなドイツ人でしてね。共に戦ってくれる日本人なんて一人もいませんよ。まあ、恥ずかしい話ですけど、今の日本人、タコばっかりですわ」とスタッフに対する非難を口にした。この事態を受け、演奏時間の長さに対し一部大物歌手から批判が起き、一部マスコミからは「予定外の曲を披露」、「長渕の暴挙により時間が押して、大物歌手の出番がカットされた」、「NHKへの出入り禁止」など、様々な報道が当時なされた。しかし、1991年3月の日本ゴールドディスク大賞で「ベスト5アーティスト賞」を受賞し、同年末「プライム10 音楽達人倶楽部」にそれぞれ出演している。また2014年12月6日放送の『SCHOOL OF LOCK!Saturday 長渕LOCKS!』 (TOKYO FM/JFN) にてNHKを出入り禁止になったことを述べている。
この件に関して長渕は「事前の約束どおり3曲歌っただけだ」と述べており、最初は「お家へかえろう」を歌いたいと要求したがNHK側がこれを拒否したために急遽「親知らず」を制作した。演奏した3曲に関して長渕は、「乾杯」はNHK側からの要望、「いつかの少年」は名刺代わりであり、他の歌手との出自の違いを明確にするため、「親知らず」は同じ敗戦国であるドイツが統一し新たな時代に突入した事で、日本に対して物申す感覚で歌唱したと述べている。
また長渕曰く、紅白歌合戦の番組プロデューサーは土壇場でベルリンには同行しない事を告げ、現地にはNHKスタッフは報道関係者しかおらず、音楽と映像の打ち合わせが可能なのは現地のドイツ人しかいない状況であったという。言葉の通じないドイツ人スタッフにベルリンで演奏する意味や3曲演奏する意味などを必死で伝えると、現地スタッフは長渕の意見に共鳴したという。さらに、元々長渕は「（崩壊したばかりの）ベルリンの壁で歌いたい」とNHKに申し出たが社会情勢などを考慮した結果これが却下され、代わりに教会が用意される事となった。長渕は東西ドイツの統一に関連する教会と思い現地に赴いたが、実際には統一とは何の関連もない教会であった。現地での状況は旧式のカメラが2、3台しかなく、また装飾の類も全くない状態であり、その事から長渕は前述の発言に繋がったと述懐している。また、現地スタッフからはモチベーションが感じられず、我慢の限界に達した長渕はスタッフの一人に頭突きを行った結果、スタッフ間に緊張が走るようになったと述懐している。これら一連の騒動に関して、脚本家の倉本聰は「よくやった」と長渕を褒めたという。
その他に、数年前に末期癌を宣告された長渕の母は、鎮痛剤として投与されるモルヒネの副作用により認知症が進行し、とうとう長渕本人の名前すらも忘れてしまう事態となり、泣きながら「MOTHER」という曲を完成させる。
音楽活動以外では、1991年10月10日より12月19日にかけて主演テレビドラマ『しゃぼん玉』（1991年）が放送され、平均視聴率は21.1%とヒット作品となった。本ドラマでは脚本家は『とんぼ』（1988年）にて共作した黒土三男ではなく、大久保昌一良によって手掛けられている。また、ドラマ放送中の10月25日には主題歌「しゃぼん玉」（1991年）をリリースした。同曲はオリコンチャートで1位を獲得、売り上げは約111万枚とミリオンセラーとなり、長渕自身にとっては「順子/涙のセレナーデ」（1980年）、「乾杯」（1988年）、「とんぼ」（1988年）を超える最も売り上げの高い曲となった。

## 録音
長渕剛通算13枚目のオリジナルアルバムで、瀬尾一三との共同プロデュース。全収録曲を瀬尾との共同アレンジで製作しているが、これはアルバム『LICENSE』（1987年）、『NEVER CHANGE』（1988年）に続いて3度目。この頃既に瀬尾は、中島みゆきのアルバムプロデュースも手掛けており、まさしく"一人二役"と言っても良い活躍振りである。
以前にアルバム『時代は僕らに雨を降らしてる』（1982年）、『HOLD YOUR LAST CHANCE』（1984年）などのアルバムにおいて、ミックスダウンや一部楽曲のレコーディングをロサンゼルスで行ったことはあるが、今回初めて総ての楽曲をロサンゼルスで、現地のスタジオミュージシャンを交えて行った、本格的な日本国外製作のアルバムである。瀬尾は日本国外でのレコーディングを積極的に行う人物であるが、長渕が更に本格的に、日本人、そして日本そのものを描くにあたり、敢えて日本の外側というべきアメリカでレコーディングするには、打って付けの存在でもあった。
本作が日本国外レコーディングとなった理由に関して、文芸雑誌『別冊カドカワ 総力特集 長渕剛』において音楽ライターの藤井徹貫は、「ボブ・ディラン、ニール・ヤングなどに憧れた音楽家の一人として、純粋にかの地の音を求めたのが一つ。もう一つは、太平洋の向こう側から日本を描いてみたい表現者としての衝動」ではないかと捉えている。

## 音楽性
文芸雑誌『別冊カドカワ 総力特集 長渕剛』において藤井は、「拝金主義と米国追随でダッチロールする祖国を嘆く『JAPAN』。この歌の意義は、時代とともに増し、21世紀の今も色あせることはない」、「（『MOTHER』に関して）その断片は誰にでも当てはまる。その精神は誰とでも分かち合える。いわば感情のさらに奥にある本能に近いものがこの1曲の中にある」、「（『東京青春朝焼物語』に関して）私小説の普遍性を持つ」と述べている。
文芸雑誌『文藝別冊 長渕剛 民衆の怒りと祈りの歌』においてライターの水越真紀は、「（『JAPAN』に関して）ジャーナリスティックな歌詞はアメリカナイズこそ進歩だった日本人が、その米国からの『ガイアツ』に戸惑い、アイデンティティが揺らぐ心理が的確に表現されている」、「前年の紅白歌合戦で物議をかもした『親知らず』ではさらにストレートに表現される」、「（『気張いやんせ』に関して）この曲調は、軍歌『露営の歌』を思わせる。（中略）言葉を無理矢理旋律に押し込めたような作りから、悲壮感漂う軍歌を敢えて下敷きにしたことを類推させる」、「鹿児島弁の優しい語りは認知症で意思疎通が出来なくなった母を思う、ラストの『MOTHER』ともつながっている」と述べている。

## リリース
アルバムは1991年12月14日に東芝EMIのエキスプレスレーベルよりカセットテープ、CDの2形態でリリースされた。
その後、CDのみ2006年2月8日に24ビット・デジタルリマスター仕様で再リリースされた。

## プロモーション
本作に関するテレビ出演は、前述の第41回NHK紅白歌合戦にて「親知らず」、「いつかの少年」、「乾杯」を演奏した他、1991年12月13日にNHK総合音楽番組『プライム10 音楽達人倶楽部』（1991年）に出演し「しゃぼん玉」、「He・la - He・la」、「MOTHER」を演奏した。

## ツアー
本作を受けてのコンサートツアーは「LIVE'92 JAPAN」と題し、1992年3月6日の浜松アリーナを皮切りに16都市全20公演が行われた。5月15日には2度目となる東京ドーム公演を開催し、約6万5千人を動員、チケットは41分で売り切れた。この記録は東京ドーム史上最多記録であり、後に至るまで破られていない。また、当日の模様は後にライブビデオ『LIVE'92 "JAPAN" IN TOKYO DOME』として10月28日にリリースされた。
さらに翌1993年には、「LIVE JAPAN'93」と題し、1993年2月14日の愛媛県民文化会館を皮切りに30都市全45公演が行われた。このツアーの模様は後にライブビデオ『白の情景』として1994年6月8日にリリースされた。

## 批評
| 専門評論家によるレビュー             | 専門評論家によるレビュー |
| レビュー・スコア                     | レビュー・スコア         |
| 出典                                 | 評価                     |
| ------------------------------------ | ------------------------ |
| CDジャーナル                         | 肯定的                   |
| 別冊カドカワ 総力特集 長渕剛         | 肯定的                   |
| 文藝別冊 長渕剛 民衆の怒りと祈りの歌 | 肯定的                   |

- 音楽情報サイト『CDジャーナル』では、「本人のカリスマ性が高まる一方だった頃の作品だが、いま聴けばとてもわかりやすい『気骨フォーク』。一見ヘヴィそうだけど、実はそうでもない」と肯定的な評価を下している[23]。

- 文芸雑誌『別冊カドカワ 総力特集 長渕剛』において藤井は、「本作を長渕剛の最高傑作と位置づけるファンも少なくないと聞く。それも理解できる内容」と肯定的な評価を下している[15]。

- 文芸雑誌『文藝別冊 長渕剛 民衆の怒りと祈りの歌』において水越は、「ジャパンと自身の関係をクールに見極めていて、聴き手の想像力を刺激する一枚」と肯定的な評価を下している[16]。

## チャート成績
オリコンチャートでは最高位1位となり、売り上げは約97万枚となった。この売り上げ枚数は長渕のアルバムセールスとしては最高記録となっている。

## 収録曲

### CT盤
| 全作詞・作曲: 長渕剛、全編曲: 瀬尾一三、長渕剛。 |                     |        |            |      |
| #                                                | タイトル            | 作詞   | 作曲・編曲 | 時間 |
| 1.                                               | 「JAPAN」           | 長渕剛 | 長渕剛     | 6:43 |
| 2.                                               | 「俺の太陽」        | 長渕剛 | 長渕剛     | 4:12 |
| 3.                                               | 「しゃぼん玉」      | 長渕剛 | 長渕剛     | 5:01 |
| 4.                                               | 「炎」              | 長渕剛 | 長渕剛     | 6:13 |
| 5.                                               | 「I love you」      | 長渕剛 | 長渕剛     | 6:12 |
| 6.                                               | 「何ボの者じゃい!」 | 長渕剛 | 長渕剛     | 4:53 |
| 合計時間:                                        | 合計時間:           | 33:14  |            |      |

| #         | タイトル             | 作詞  | 作曲・編曲 | 時間 |
| --------- | -------------------- | ----- | ---------- | ---- |
| 7.        | 「親知らず」         |       |            | 5:24 |
| 8.        | 「BAY BRIDGE」       |       |            | 4:42 |
| 9.        | 「気張いやんせ」     |       |            | 4:38 |
| 10.       | 「シリアス」         |       |            | 4:25 |
| 11.       | 「東京青春朝焼物語」 |       |            | 6:31 |
| 12.       | 「MOTHER」           |       |            | 7:49 |
| 合計時間: | 合計時間:            | 33:29 |            |      |

### CD盤
| 全作詞・作曲: 長渕剛、全編曲: 瀬尾一三、長渕剛。 |                      |        |            |      |
| #                                                | タイトル             | 作詞   | 作曲・編曲 | 時間 |
| 1.                                               | 「JAPAN」            | 長渕剛 | 長渕剛     | 6:43 |
| 2.                                               | 「俺の太陽」         | 長渕剛 | 長渕剛     | 4:12 |
| 3.                                               | 「しゃぼん玉」       | 長渕剛 | 長渕剛     | 5:01 |
| 4.                                               | 「炎」               | 長渕剛 | 長渕剛     | 6:13 |
| 5.                                               | 「I love you」       | 長渕剛 | 長渕剛     | 6:12 |
| 6.                                               | 「何ボの者じゃい!」  | 長渕剛 | 長渕剛     | 4:53 |
| 7.                                               | 「親知らず」         | 長渕剛 | 長渕剛     | 5:24 |
| 8.                                               | 「BAY BRIDGE」       | 長渕剛 | 長渕剛     | 4:42 |
| 9.                                               | 「気張いやんせ」     | 長渕剛 | 長渕剛     | 4:38 |
| 10.                                              | 「シリアス」         | 長渕剛 | 長渕剛     | 4:25 |
| 11.                                              | 「東京青春朝焼物語」 | 長渕剛 | 長渕剛     | 6:31 |
| 12.                                              | 「MOTHER」           | 長渕剛 | 長渕剛     | 7:49 |
| 合計時間:                                        | 合計時間:            | 66:43  |            |      |

### 曲解説

#### A面
1. 「JAPAN」
日本の国そのものに対し、「何をしているのか、何処へ向かおうとしているのか」と、強く訴えかけている曲。
2. 「俺の太陽」
バンジョーで石川鷹彦が演奏に加わっている。
3. 「しゃぼん玉」
テレビドラマ『しゃぼん玉』（1991年、フジテレビ系列）の主題歌。初期の頃にライブ会場でよく歌われた同タイトルの曲があるが、それとは全くの別曲。
4. 「炎」
5. 「I love you」
ブランドに目が眩んだ日本の女性に対する歌詞の曲。
6. 「何ボの者じゃい!」

#### B面
1. 「親知らず」
シングル「しゃぼん玉」のカップリング曲。
シングルでは、瀬尾と長渕のアレンジと表記されていない。
2. 「BAY BRIDGE」
3. 「気張いやんせ」
全編、薩摩弁の歌詞になっている。
4. 「シリアス」
5. 「東京青春朝焼物語」
長渕自身が非常に気に入っている楽曲のうちのひとつ。「とんぼ」（1988年）と同様、地方都市から都会へとやってくる人々に対する応援歌である。
歌詞の中に登場する「井の頭線で5つめの駅」というのは、新代田駅のこと。
6. 「MOTHER」
タイトル通り、母親であるマス子の事を歌った一曲。歌詞の冒頭から「呆けたかあちゃんが遠くを見てる」と始まっているが、彼女は生前認知症に罹っていた。
なお、このアルバムがリリースされてから9年後、マス子は72歳でこの世を去っている。

## スタッフ・クレジット

### 参加ミュージシャン
- ケニー・アロノフ（英語版） - ドラムス
- ジョン・ピアス - エレクトリックベース
- ティム・ピアス（英語版） - エレクトリックギター、アコースティック・ギター
- 長渕剛 - アコースティック・ギター、ブルース・ハープ
- ロイ・ビッタン（英語版） - キーボード
- ジェフリー・CJ・ヴァンストン（英語版） - キーボード
- 石川鷹彦 - バンジョー（2曲目）
- "Rev" デヴィッド・ボルフ - テナー・サックス（8曲目）
- カーメン・トゥイリー - バックグラウンドボーカル
- モナ・リサ・ヤング - バックグラウンドボーカル
- マキシン・アンダーソン - バックグラウンドボーカル
- アリス・エコールズ - バックグラウンドボーカル
- フレッド・ホワイト - バックグラウンドボーカル
- ジョーイ・ディグス - バックグラウンドボーカル
- テリー・ヤング - バックグラウンドボーカル
- アーノルド・マカラー（英語版） - バックグラウンドボーカル
- The Mugifumi (Jun, Toshi, Shun, Tama, Shige, Nori, Yusuke, Sasa) - バックアップボーカル

### スタッフ
- 瀬尾一三 - プロデュース
- 長渕剛 - プロデュース
- 石塚良一 (Z's) - コ・プロデュース
- 町田晋（東芝EMI） - A&Rディレクター
- シェリー・ヤカス（英語版） - ミックス・エンジニア
- ビル・ケネディ - ミックス・エンジニア
- トム・パヌンツィオ（英語版） - レコーディング・エンジニア
- 石塚良一 (Z's) - レコーディング・エンジニア
- ジョン・"ジンギス"・アグト (A&MStudios) - アシスタント・エンジニア
- ジョン・ファンディングスランド (Westlake Audio) - アシスタント・エンジニア
- デイヴ・コリンズ - マスタリング・エンジニア
- 笹川章光 (YEEP) - エキップメント
- 藤田雅博 - 写真撮影
- 寺原隆 - アート・ディレクション
- すずきしゅう and ケビン・ゴーマン（英語版） for ExcellProductions, Los Angeles - プロダクション・コーディネーション
- 高谷朋子 (Z's) - プロダクション・コーディネーション
- のむらかずひさ - スペシャル・サンクス
- いのうえゆうすけ - スペシャル・サンクス
- 森田秀美（オフィス・レン） - エグゼクティブ・プロデュース
- 後藤由多加（ユイ音楽工房） - エグゼクティブ・プロデュース
- 川上源一（ヤマハ音楽振興会） - エグゼクティブ・プロデュース
- オフィス・レン - トータル・プロデュース

## リリース履歴
| No. | 日付           | レーベル              | 規格  | 規格品番                      | 最高順位 | 備考                         |
| --- | -------------- | --------------------- | ----- | ----------------------------- | -------- | ---------------------------- |
| 1   | 1991年12月14日 | 東芝EMI／エキスプレス | CD CT | TOCT-6355 (CD) TOTT-6355 (CT) | 1位      |                              |
| 2   | 2006年2月8日   | 東芝EMI／エキスプレス | CD    | TOCT-25956                    | -        | 24ビット・デジタルリマスター |